# بروك باتلر
بروك باتلر (بالإنجليزية: Brooke Butler)‏ هي ممثلة أمريكية، ولدت في 27 يناير 1989 في وودإنفيل في الولايات المتحدة.

## وصلات خارجية
- الموقع الرسمي
- بروك باتلر على موقع IMDb (الإنجليزية)
- بروك باتلر على موقع روتن توميتوز (الإنجليزية)
- بروك باتلر على موقع ألو سيني (الفرنسية)
- بروك باتلر على موقع أول موفي (الإنجليزية)
- بروك باتلر على موقع قاعدة بيانات الفيلم (الإنجليزية)
- بروك باتلر على موقع كينوبويسك (الروسية)